# Franziskanerkloster Hachenburg

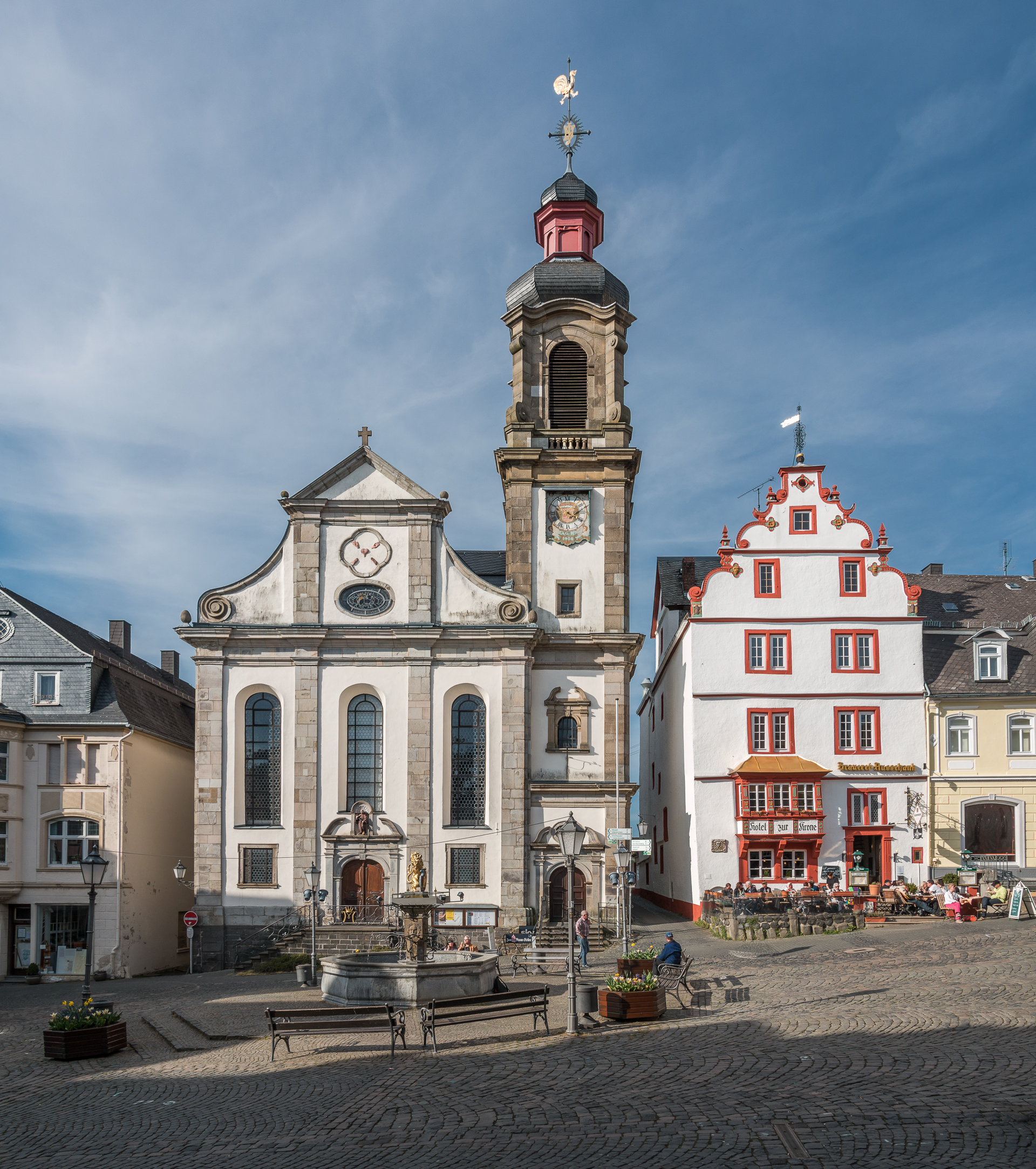
Maria Himmelfahrt, die ehemalige Franziskanerkirche am Alten Markt in Hachenburg

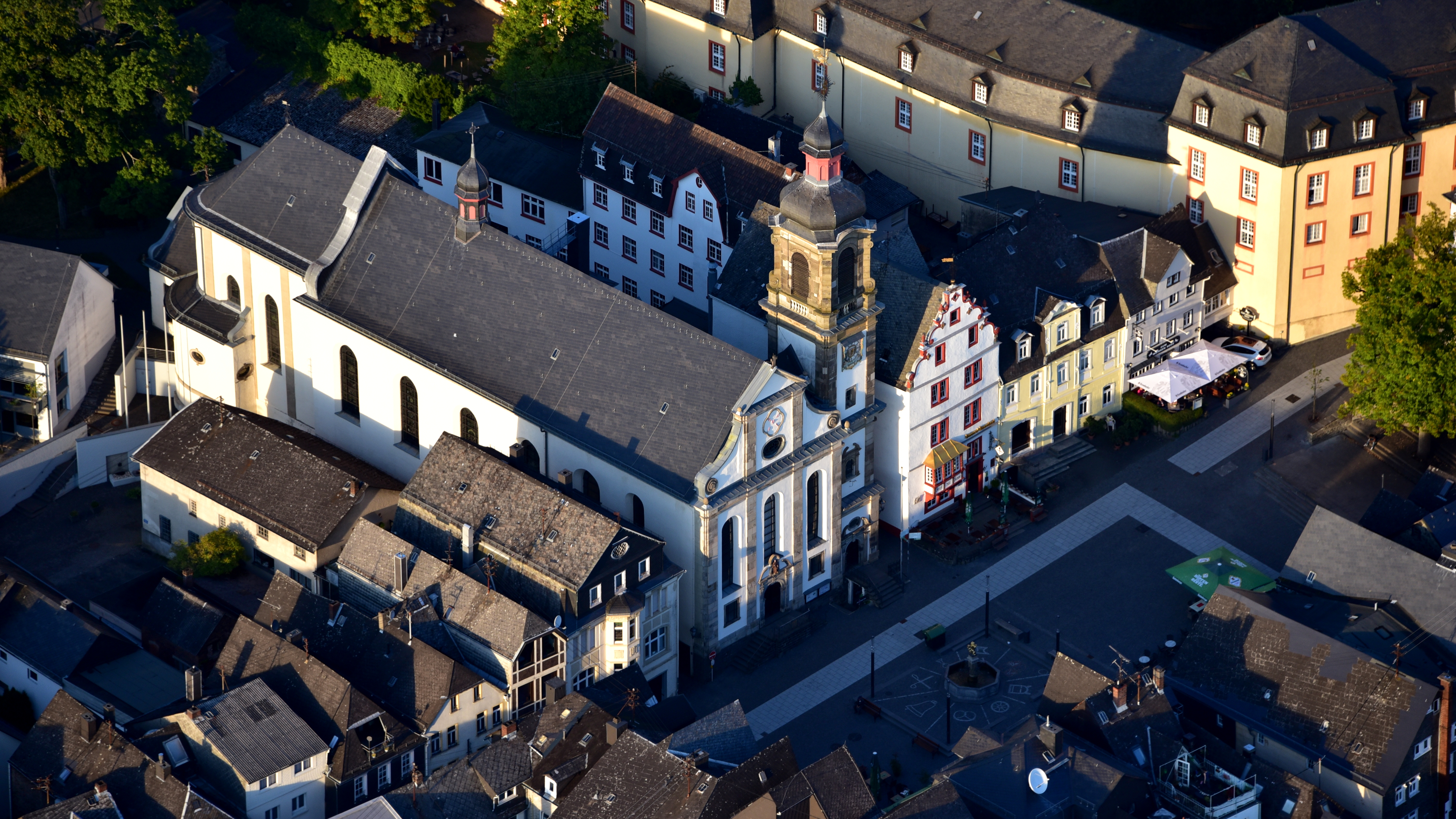
Hachenburg, Maria Himmelfahrt, Luftaufnahme (2016)

Das Franziskanerkloster Hachenburg war ein Kloster des Franziskanerordens in Hachenburg im Westerwaldkreis.  Das Kloster fratrum minorum observantiae strictioris St. Francisci Seraphici („Minderbrüder des heiligen Franziskus Seraphicus von der strengeren Observanz“) gehörte der Thüringischen Franziskanerprovinz von der Hl. Elisabeth an.

## Geschichte
Zur Wiedereinführung der katholischen Konfession in der Grafschaft Sayn betrieb 1637 der Bischof von Osnabrück, der, von Kurköln belehnt, 13 Jahre die Herrschaft über die Grafschaft Sayn-Hachenburg besaß, die Einrichtung eines Klosters. In aller Stille bezogen Franziskaner eine Wohnung in der dortigen Burg und sammelten eine katholische Gemeinde um sich, die anfangs vor allem aus Osnabrücker Soldaten bestand. Schon ein Jahr später war die Gemeinde auf 40 Personen angewachsen und man richtete eine Petition an den Bischof von Osnabrück, den Franziskanern die St.-Katharinen-Kirche zu überlassen; die Calvinisten könnten mit der Pfarrkirche im (späteren Ortsteil) Altstadt vorliebnehmen. 
Zu einem eigenen Gotteshaus gelangten die Brüder erst unter der Regierung des Grafen Salentin Ernst von Manderscheid-Blankenheim (1652–1705), dieser veranlasste einen Zuzug katholischer Bürger aus dem Kölnischen in die durch die Folgen des Dreißigjährigen Krieges entvölkerte Grafschaft. 1661 erging eine Schenkung, die zwei am Markt gelegene Häuser samt Garten umfasste. 1664 war die Kirche vollendet. Durch undisziplinierte Zustände wie einen exzessiven Lebenswandel verloren die Franziskaner in Hachenburg jedoch die Gunst des Grafen Georg Friedrich (1715–1749). Als der alte Kirchenbau baufällig geworden war und die Brüder ihn durch einen Neubau ersetzen wollten, verhinderte dies zunächst der Bürgermeister. Erst die Intervention des neuen Ordensprovinzials Angelicus Brinkmann ermöglichte den Bau. 1734 erfolgte die Grundsteinlegung zur heutigen Franziskanerkirche unter dem Patrozinium der Heiligen Jungfrau Maria. 1739 wurde die Franziskanerkirche geweiht, den mächtigen Hochaltar stiftete Johann Moritz Gustav von Manderscheid-Blankenheim, der Erzbischof von Prag. 
Das Kloster wurde in der Franzosenzeit von der herzoglichen nassauischen Regierung am 18. März 1813 aufgehoben. 1906 begann man mit dem Abbruch der Konventgebäude, gleichzeitig erweiterte man die Haupt- und Seitenschiffe nach Osten. 1908 wurde ein barockisierender Turm angebaut.